# Bötombergen
Bötombergen (finska: Pyhävuori) är en kulle eller låga berg i Lappfjärd i Kristinestads kommun i landskapet Österbotten i Finland. Toppen på Bötombergen ligger på en höjd av 129 meter över havet, eller 82 meter över den omgivande terrängen. Bredden vid basen är 5,7 km. Terrängen runt Bötombergen är huvudsakligen platt och i omgivningarna runt Bötombergen växer i huvudsak blandskog.
På Bötombergen finns ett fritidsområde med en restaurang, skidcentrum och vandringsleder. I området finns också sevärdheterna Bastuväggen (en inåtlutande klippa), Djävulsåkrarna (klapperstensfält), sippranka (Clematis alpina subsp. sibirica, synonym Clematis sibirica, även kallad sibirisk klematis, som i Finland är en fridlyst växt) och Varggrottan.

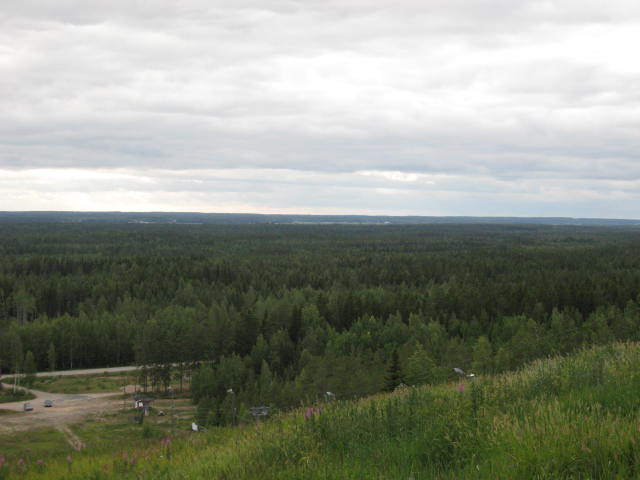
Utsikt från Bötombergen.

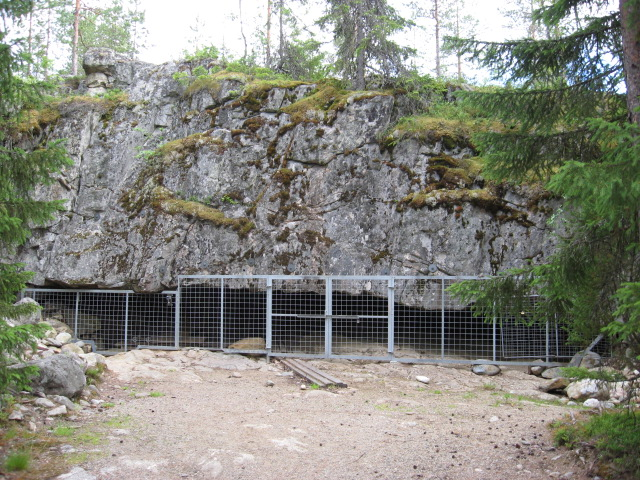
Varggrottan på norra sidan av Bötombergen.